# Númidas
Os númidas eram tribos berberes semi-nômades que habitaram, durante a Antiguidade, a região da Numídia (na atual Argélia, a leste de Constantina, e partes da Tunísia e Marrocos), no Norte da África. Os númidas foram um dos primeiros povos nativos da região a negociar com os colonizadores de Cartago, e à medida que a cidade cresceu sua relação com os númidas se tornou mais estreita. As forças armadas cartaginenses usavam cavaleiros númidas como mercenários; considerada como a tropa equestre de mais alta qualidade depois da Segunda Guerra Púnica, a cavalaria númida teve um papel crucial em diversas batalhas, tanto inicialmente, apoiando Aníbal, como posteriormente, após passar a combater ao lado da República Romana.

## Nas Guerras Púnicas
Durante a Segunda Guerra Púnica, Sífax foi o chefe da principal tribo númida, os massessílios. No ano de 213 a.C. Sífax pôs um fim à sua aliança com Cartago; em 208 a.C. voltou a estabelecê-la, depois de casar com Sofonisba, filha de Asdrúbal Giscão.
Sífax tentou convencer Hanão Barca e Públio Cornélio Cipião a fazerem um acordo de paz entre as duas nações, depois que os romanos haviam desembarcado suas tropas na África. Com o auxílio de Massinissa, no entanto, as tropas de Cipião colocaram fogo no acampamento de Sífax. Cipião colocou então Massinissa no comando da maior parte do território de Sífax, reconhecendo seu valor no combate contra Cartago. Após o fim da guerra Massinissa começou a organizar as tribos, reunindo a população nômade e formando uma nação unida e desenvolvendo sua agricultura.
O tratado de paz entre Cartago e a República Romana prevenia que a cidade norte-africana se envolvesse em outros conflitos bélicos sem a permissão de Roma. Massinissa se aproveitou deste tratado para tomar terra dos cartaginenses, utilizando-se de diversos expedientes para isso. Num deles, declarou aos romanos que Cartago estava reconstruindo sua marinha - contrariando a cláusula do tratado que proibia isto; Cartago apelou da decisão romana inicial, que puniu a cidade, e Catão, o Velho foi enviado, juntamente com uma comissão, para mediar um possível acordo. A comissão insistiu que ambos os lados concordassem com sua decisão final; Massinissa consentiu, porém os governantes de Cartago se recusaram. Catão havia servido nas legiões romanas durante a Segunda Guerra Púnica, e o impasse o convenceu de que uma Terceira Guerra Púnica seria necessária - proposta que defendeu numa série de discursos ao senado romano, todos os quais terminavam com a frase "Ceterum censeo Carthaginem esse delendam" (No mais, sou da opinião de que Cartago deve ser destruída).
Um grupo de senadores cartaginenses procurou estabelecer um tratado de paz com os númidas, porém este grupo acabou sendo exilado, em parte porque a população de Cartago não desejava se submeter a um povo que havia dominado tradicionalmente. Uma vez no exílio, estes senadores procuraram a ajuda de Massinissa, que enviou dois de seus filhos para interceder aos cidadãos de Cartago pelo retorno deles. Cartalão, líder de uma facção democrática que se opunha à influência númida, bloqueou sua entrada; e Amílcar, outro líder do mesmo grupo, ordenou que alguns homens atacassem os filhos de Massinissa.
Massinissa então enviou uma tropa para sitiar a cidade cartaginense de Oroscopa, porém foi derrotado ali por um exército sob o comando de Asdrúbal. Entre os reféns capturados na batalha estavam outros dois filhos de Massinissa; esta derrota foi a desculpa final para Roma atacar novamente Cartago.
Em 149 a.C. Massinissa morreu de velhice, no meio da Terceira Guerra Púnica. Cipião Africano dividiu seu território entre três de seus filhos, evitando assim que a intenção de Massinissa de unificar a nação fosse atingida.